# Rodolphe d'Erlach
Rodolphe d'Erlach, en allemand Rudolf von Erlach, est un noble bernois du XIVe siècle de la famille d'Erlach. Il défend Berne contre le comte de Nydau et plusieurs autres seigneurs voisins, et gagne sur eux en 1339 la guerre de Laupen qui assure l'indépendance des Bernois. Il est assassiné par son gendre en 1360.

## Sources
Cet article comprend des extraits du Dictionnaire Bouillet. Il est possible de supprimer cette indication, si le texte reflète le savoir actuel sur ce thème, si les sources sont citées, s'il satisfait aux exigences linguistiques actuelles et s'il ne contient pas de propos qui vont à l'encontre des règles de neutralité de Wikipédia.